# Cœurs flambés
Pour plus de détails, voir Fiche technique et Distribution.
Cœurs flambés (Flamberede hjerter) est un film danois réalisé par Helle Ryslinge, sorti en 1986.

## Fiche technique
- Titre : Cœurs flambés
- Titre original : Flamberede hjerter
- Réalisation : Helle Ryslinge
- Scénario : Helle Ryslinge
- Musique : Morten Kærså et Peer Raben
- Photographie : Søren Berthelin et Dirk Brüel
- Montage : Birger Møller Jensen
- Production : Per Holst
- Société de production : Per Holst Filmproduktion
- Société de distribution : K Films (France)
- Pays de production :  Danemark
- Genre : comédie
- Durée : 114 minutes
- Dates de sortie : 
  - Danemark : 26 décembre 1986
  - France : 6 juin 1990

## Distribution
- Kirsten Lehfeldt : Henriette « Henry »
- Torben Jensen : Henrik Løwe
- Peter Hesse Overgaard : Ole Berg
- Søren Østergaard : Bent
- Anders Hove (en) : Finn
- Pernille Højmark : Pia
- Ingolf David : M. Holm
- Lillian Tillegreen : Mme. Holm
- Hans Henrik Clemensen : Bøgh
- Aage Haugland : Woodroof
- Kirsten Peüliche : Sussi
- Margrethe Koytu : Dr Tofgaard

## Distinctions
Le film a remporté de nombreux prix au Danemark.
- Roberts :
  - Meilleur film
  - Meilleur acteur pour Torben Jensen
  - Meilleure actrice pour Kirsten Lehfeldt
  - Meilleur second rôle masculin pour Peter Hesse Overgaard
  - Meilleur scénario
  - Meilleur montage
  - Meilleurs maquillages
- Bodil :
  - Meilleur film
  - Meilleure actrice pour Kirsten Lehfeldt
  - Meilleur second rôle masculin pour Peter Hesse Overgaard